# Wanty-Nippo-ReUz
Wanty-Nippo-ReUz is een Belgische continentale wielerploeg die dient als opleidingsploeg van Intermarché-Wanty.

## Geschiedenis
De ploeg werd in 2023 opgericht met een continentale licentie als opleidingsploeg voor Intermarché-Wanty en er werden ook de veldrijders in ondergebracht zoals Thijs Aerts, Kevin Kuhn en Gerben Kuypers voor hun wedstrijden op de weg, deze waren daarnaast actief in het veld voor Charles Liégeois Roastery CX. In 2025 werd het Japanse bouwbedrijf NIPPO co-sponsor van de ploeg met hen volgden drie Japanse renners en twee ploegleiders.

## Ploegnamen
| Jaar           | Naam                                                      | UCI-code    |
| -------------- | --------------------------------------------------------- | ----------- |
| 2023 2024 2025 | Circus-ReUz-Technord Wanty-ReUz-Technord Wanty-Nippo-ReUz | CRT WRT WNR |

## Ploegleiding
| Voormalig Geert Wellens (2023) | 2025 Bart Wellens (2023-) Christophe Premont (2023-) Dimitri Claeys (2023-) Frederik Veuchelen (2023-) Sébastien Demarbaix (2024-) Steven De Neef (2024-) Adriaan Helmantel (2025-) Hiroshi Daimon (2025-) Ken Hashikawa (2025-) |

## Renners
| Voormalig Arne Baers (2023) Francesco Busatto (2023) Jasper Dejaegher (2023) Alexy Faure Prost (2023) Axel Huens (2023) Roel van Sintmaartensdijk (2023) Dylan Vandenstorme (2023) Jelle Vermoote (2023) Thijs Aerts (2023-2024) Aklilu Arefayne (2023-2024) Alessio Delle Vedove (2023-2024) Gerben Kuypers (2023-2024) Sacha Prestianni (2023-2024) Tim Rex (2023-2024) Obie Vidts (2023-2024) Huub Artz (2024) Meweal Girmay (2024) Kevin Kuhn (2023-2025) | 2025 Victor Hannes (2023-) Gilles Dockx (2024-) Wout Geerinckx (2024-) William Graff (2024-) Simone Gualdi (2024-) Zeno Moonen (2024-) Wouter Toussaint (2024-) Elmar Abma (2025-) Nicolas Aernouts (2025-) Halvor Dolven (2025-) Tobias Müller (2025-) Maxence Place (2025-) Keije Solen (2025-) Axel Van den Broek (2025-) Felix Ørn-Kristoff (2025-) Shunsuke Imamura (2025-) Masao Shimazaki (2025-) Kazuma Fujimura (2025-) |